# 闭囊壳小煤炱
闭囊壳小煤炱（学名：Meliola cleistopholidis）是属于小煤炱目小煤炱科小煤炱属的一种真菌，寄生在番荔枝科植物上。该种分布于中国、刚果。